# Gerbillus somalicus
Gerbillus somalicus је врста глодара из породице мишева.

## Распрострањење
Врста има станиште у Сомалији и Џибутију.

## Станиште
Станишта врсте су травна вегетација, екосистеми ниских трава и шумски екосистеми и пустиње.

## Угроженост
Подаци о распрострањености ове врсте су недовољни.